# Mårten Strömer
Mårten Strömer, född 7 juni 1707 i Örebro, död 2 januari 1770 i Uppsala, var en svensk matematiker och astronom.

## Biografi
Mårten Strömer var son till hovpredikanten prosten Johan Strömer och Maria Buller[källa behövs], en dotter till Mårten Buller.
Strömer blev 1724 student vid Uppsala universitet och 1744 professor i astronomi där. 1756 anmodades han av ständerna att upprätta amiralitetskadettskolan i Karlskrona. Han konstaterade att detta åliggande icke gick att kombinera med professuren, och han avgick från den 1765.
Han blev ledamot av Vetenskapsakademien 1739, samma år som den bildades.
Strömer intar en framstående plats bland svenska matematiker. Hans bearbetning av Euklides Elementa (1744) gavs under en lång tid ut i nya upplagor. Bland övriga arbeten märks Inledning till trigonometria plana (1749) och Läran om klotet och sphæeriska trigonometrien (1759) samt astronomiska och meteorologiska observationer. Strömer sysselsatte sig även med att upprätta pålitliga sjökartor över de svenska skärgårdarna.